# Ponctuation basophile

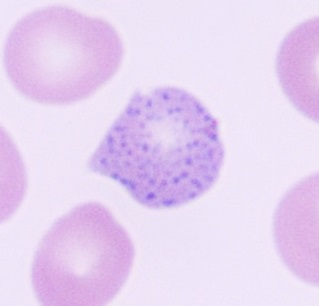
Photo en microscopie d'une hématie avec des ponctuations basophiles

Les ponctuations basophiles se voient dans les hématies et sont des ribosomes agrégés in vivo. Elles apparaissent à la coloration au May-Grünwald Giemsa comme des points bleus de grosseur et de nombre variables dans les anémies hémolytiques, les thalassémies, et les intoxications aux métaux lourds (le plomb notamment).